# Protanilla rafflesi
Protanilla rafflesi är en myrart som beskrevs av Taylor 1990. Protanilla rafflesi ingår i släktet Protanilla och familjen myror. Inga underarter finns listade i Catalogue of Life.

## Bildgalleri

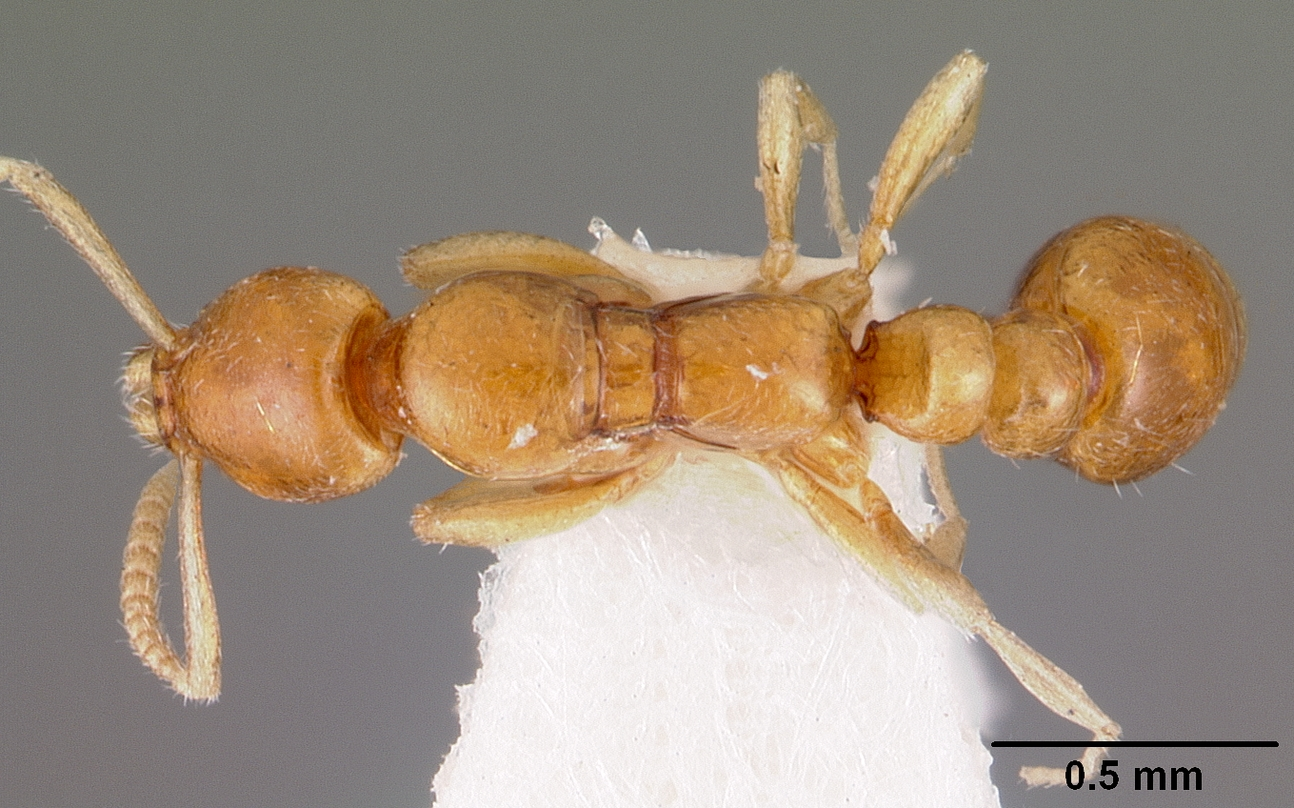
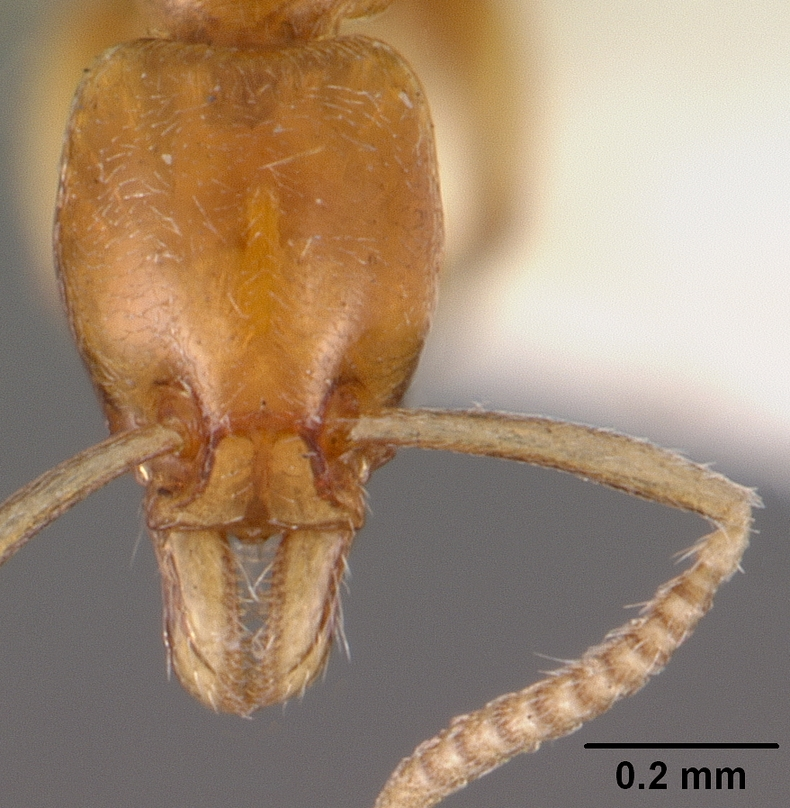
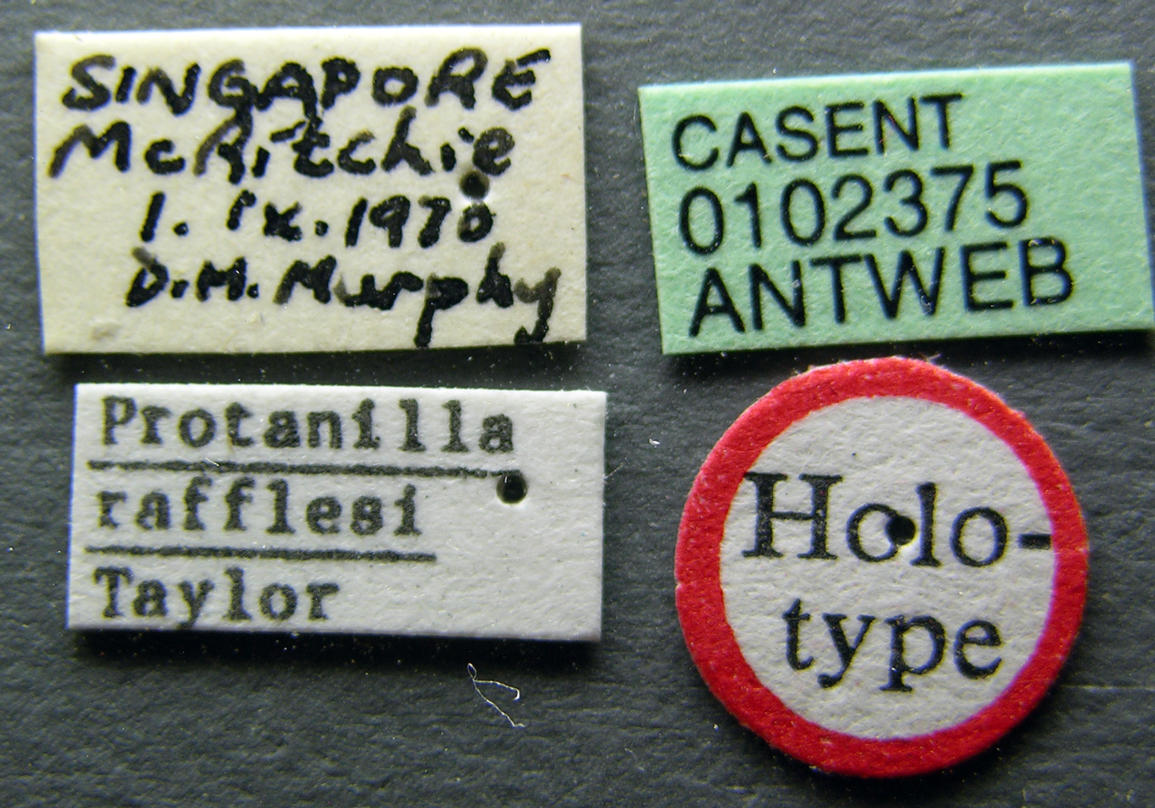
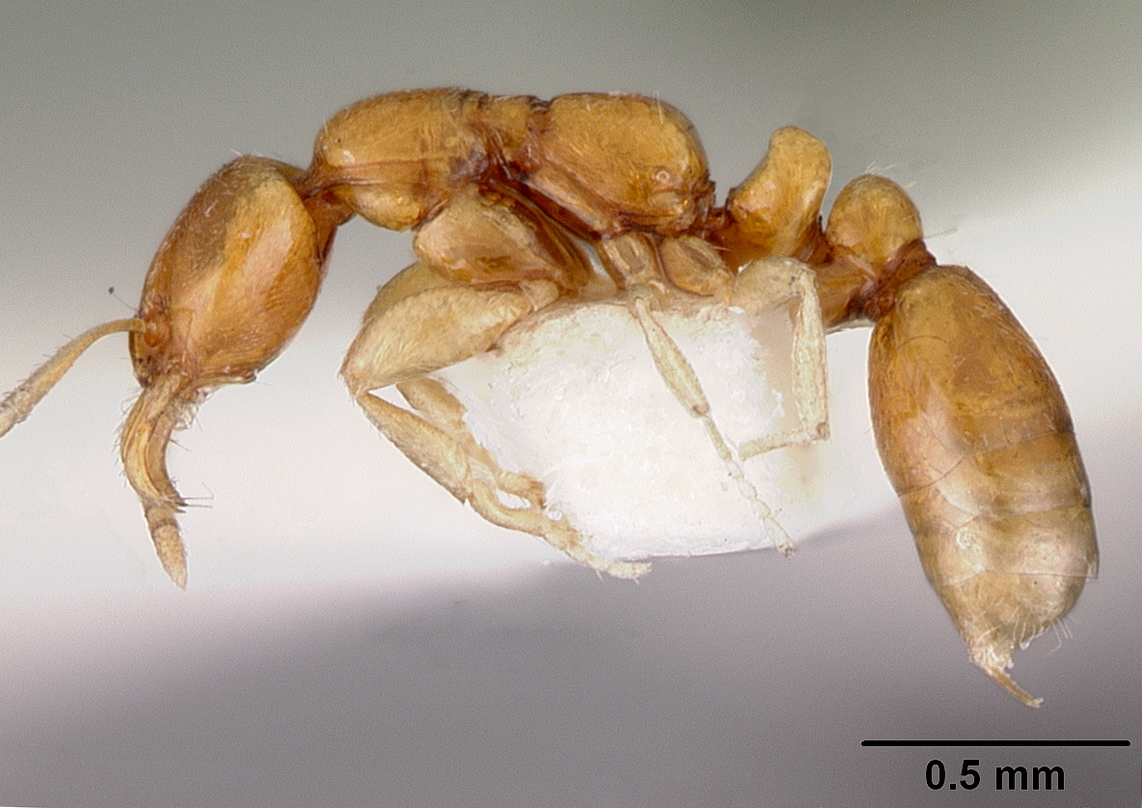